# Lars Kepler
Lars Kepler er et pseudonym, som anvendes af Alexander (sv) og Alexandra Coelho Ahndoril (sv). Keplers første værk, krimien Hypnotisøren er udgivet på 34 forskellige sprog og nåede i september 2009 salgslisternes førsteplads i Sverige. Den anden kriminalroman ”Paganini-kontrakten” i serien om kriminalkommissær Joona Linna nåede præcis et år senere samme placering.

## Mysteriet om pseudonymet
Britiske medier udpegede først Henning Mankell som personen bag pseudonymet, men dette afvistes af såvel Mankell selv som Bonniers som udgiver Lars Keplers bøger. Flere andre kendte forfattere blev udpeget som Kepler inden Aftonbladet i august 2009 kunne "afsløre" ægteparret Ahndoril  hvilket blev bekræftet af forlaget i en pressemeddelelse.

### Kriminalkommissær Joona Linna
- Hypnotisøren, 2009
- Paganini-kontrakten, 2010
- Ildvidnet, 2011
- Sandmanden, 2012
- Stalker, 2014
- Kaninjægeren, 2017
- Lazarus, 2018
- Spejlmanden, 2020
- Netspinderen, 2022
- Søvngængeren, 2024

### Andre
- Playground, 2015